# Rocking Time
Rocking Time è il secondo album di Burning Spear, pubblicato dalla Studio One Records nel 1974. Il disco fu registrato al Jamaica Recording Studio ed al Publishing Studio di Kingston, Jamaica.

## Tracce
Lato A
1. Call on You (Winston Rodney)
2. Foggy Road (Winston Rodney, Clement Dodd)
3. Swell Headed (Winston Rodney)
4. Girls Like You (Winston Rodney)
5. Old Time Saying (Winston Rodney)
6. Bad to Worst (Winston Rodney)

Lato B
1. What a Happy Day (Winston Rodney)
2. This Race (Winston Rodney)
3. Walla Walla (Winston Rodney)
4. Rocking Time (Clement Dodd, Winston Rodney)
5. Weeping and Wailing (Winston Rodney)
6. Mamie (Winston Rodney)

## Musicisti
- Winston Rodney - chitarra, voce, arrangiamenti, accompagnamento vocale
- Delroy Hinds - accompagnamento vocale (non accreditato)
- Rupert Willington - accompagnamento vocale (non accreditato)
- Clement Dodd - arrangiamenti, produttore
- altri musicisti non accreditati